# Elroy (Wisconsin)
Pour les articles homonymes, voir Elroy.
Elroy est une ville américaine située dans le comté de Juneau, au Wisconsin. Selon le recensement de 2010, sa population est de 1 442 habitants.